# Branko Bošnjak (Philosoph)
Branko Bošnjak (* 14. Januar 1923 in Stojčinovac bei Osijek, Jugoslawien; † 18. Juni 1996 in Zagreb) war ein jugoslawischer Philosoph und Professor für Philosophie an der Universität Zagreb.

## Leben
Branko Bošnjak studierte an der Universität Zagreb Philosophie, südslawische Literatur und Sprachen sowie Altgriechisch. Seine Dissertation im Jahr 1956 hatte das Thema Povijest filozofije kao nauka (Philosophiegeschichte als Wissenschaft). 1960 habilitierte er mit seiner Arbeit Logos i dijalektika. Studija o Heraklitu (Logos und Dialektik. Studien zu Heraklit). Er war Dozent, ab 1963 Professor für Philosophie an der Universität Zagreb, und Mitglied der Praxis-Gruppe. Neben der griechischen Philosophie galt sein Interesse vor allem dem Verhältnis von Marxismus und Religion.

## Werke
- Grčka filozofija od prvih početaka do Aristotela i odabrani tekstovi filozofa (Die griechische Philosophie von den Anfängen bis Aristoteles und ausgewählte Texte der Philosophen), 1956 (4. Aufl. 1983)
- Filozofija od Aristotela do Renesanse i odabrani tekstovi filozofa (Die Philosophie von Aristoteles bis zur Renaissance, 1958 und ausgewählte Texte der Philosophen), (4. Aufl. 1983)
- Zum Sinn des Unglaubens, in: Branko Bošnjak, Wilhelm Dantine u. Jean-Yves Calvez: Marxistisches und christliches Weltverständnis, 1966
- Filozofija i kršćanstvo (Philosophie und Christentum), 1966 (2. Aufl. 1987)
- Sozialismus und Religion, in: Revolutionäre Praxis, hrsg. v. Gajo Petrović, 1969
- Betrachtungen über die Praxis, in: Jugoslawien denkt anders, hrsg. v. Rudi Supek u. Branko Bošnjak, 1971 (ISBN 3-203-50242-2)
- Die Veränderungen in der marxistischen Auffassung und der Kritik der Religion, in Transzendenz und Immanenz, hrsg. v. D. Papenfuß u. J. Söring, 1977 (ISBN 3-17-004344-7)
- Filozofija i povijest (Philosophie und Geschichte), 1983